# سونينغهيل (باركشير)
سونينغهيل (بالإنجليزية: Sunninghill, Berkshire)‏ هي قرية تقع في المملكة المتحدة في جنوب شرق إنجلترا. يقدر عدد سكانها بـ 11,603 نسمة .